# フォーク郡 (サウスダコタ州)
フォーク郡（英: Faulk County）は、アメリカ合衆国サウスダコタ州の中央部北に位置する郡である。2010年国勢調査での人口は2,364人であり、2000年の2,640人から10.5％減少した。郡庁所在地はフォークトン市（人口736人）であり、同郡で人口最大の町でもある。

## 地理
アメリカ合衆国国勢調査局に拠れば、郡域全面積は1,006平方マイル (2,605.5 km2)であり、このうち陸地は1,000平方マイル (2,590.0 km2)、水域は6平方マイル (15.5 km2)で水域率は0.55％である。

### 主要高規格道路
- アメリカ国道212号線
- サウスダコタ州道20号線
- サウスダコタ州道45号線
- サウスダコタ州道47号線

### 隣接する郡
- エドマンズ郡 - 北
- スピンク郡 - 東
- ハンド郡 - 南
- ハイド郡 - 南西
- ポッター郡 - 西

## 人口動態
以下は2000年の国勢調査による人口統計データである。
| 基礎データ - 人口: 2,640人 - 世帯数: 1,014 世帯 - 家族数: 708 家族 - 人口密度: 1人/km2（3人/mi2） - 住居数: 1,235軒 - 住居密度: 0軒/km2（1軒/mi2） 人種別人口構成 - 白人: 99.47% - アフリカン・アメリカン: 0.08% - ネイティブ・アメリカン: 0.15% - アジア人: 0.04% - 混血: 0.27% - ヒスパニック・ラテン系: 0.23% 先祖による構成 - ドイツ系：65.0％ - アメリカ人：6.2％ - ノルウェー系：5.2％ 年齢別人口構成 - 18歳未満: 26.6% - 18-24歳: 5.4% - 25-44歳: 23.1% - 45-64歳: 22.0% - 65歳以上: 22.9% - 年齢の中央値: 42歳 - 性比（女性100人あたり男性の人口） - 総人口: 99.8 - 18歳以上: 97.7 | 世帯と家族（対世帯数） - 18歳未満の子供がいる: 28.9% - 結婚・同居している夫婦:63.4% - 未婚・離婚・死別女性が世帯主: 3.4% - 非家族世帯: 30.1% - 単身世帯: 29.1% - 65歳以上の老人1人暮らし: 16.3% - 平均構成人数 - 世帯: 2.56人 - 家族: 3.18人 収入と家計 - 収入の中央値 - 世帯: 30,237米ドル - 家族: 34,508米ドル - 性別 - 男性: 25,085米ドル - 女性: 16,346米ドル - 人口1人あたり収入: 14,660米ドル - 貧困線以下 - 対人口: 18.1% - 対家族数: 12.6% - 18歳未満: 24.6% - 65歳以上: 7.8% |

## 都市と町
- チェルシー
- クレスバード
- フォークトン - 郡庁所在地
- ミランダ
- ノーベック
- オナカ
- オリエント
- ロッカム
- セネカ
- ウェコタ
- ゼル

### 郡区
フォーク郡は下記23の郡区に分けられている。
| - アーケード - ブライアント - センタービル - クラーク - デボー - エリスビル - エマーソン - エンタープライズ - フェアビュー - フリーダム | - ヒルズデール - アービング - ラフーン - マイロン - オニール - オリエント - パイオニア - サラトガ - シャーマン - タムワース | - ユニオン - ウェズレー - ゼル |

またプラスキとサウスウェストフォークの2つ未編入領域もある。